# ジャスティン・ルジアーノ
ジャスティン・マーシャル・ルジアーノ（Justin Marshall Ruggiano, 1982年4月12日 - ）は、アメリカ合衆国・テキサス州オースティン出身の元プロ野球選手（外野手）。右投右打。

## 経歴

### プロ入りとドジャース傘下時代
2004年のMLBドラフト25巡目（全体748位）でロサンゼルス・ドジャースから指名を受け、6月21日に契約。この年は傘下のパイオニアリーグのルーキー級オグデン・ラプターズでプロデビュー。46試合に出場して打率.329・7本塁打・36打点・6盗塁の成績を残した。
2005年はまずA+級ベロビーチ・ドジャースでプレーし、71試合に出場して打率.310・9本塁打・37打点・16盗塁の成績を残した。フロリダ・ステートリーグのオールスターゲームに選出された。7月5日にAA級ジャクソンビル・サンズへ昇格。53試合に出場して打率.342・6本塁打・29打点・8盗塁の成績を残した。
2006年はAA級ジャクソンビルでプレーし、89試合に出場して打率.260・9本塁打・45打点・10盗塁の成績を残した。7月にはサザンリーグのオールスターゲームに南地区代表として選出された。

### レイズ時代

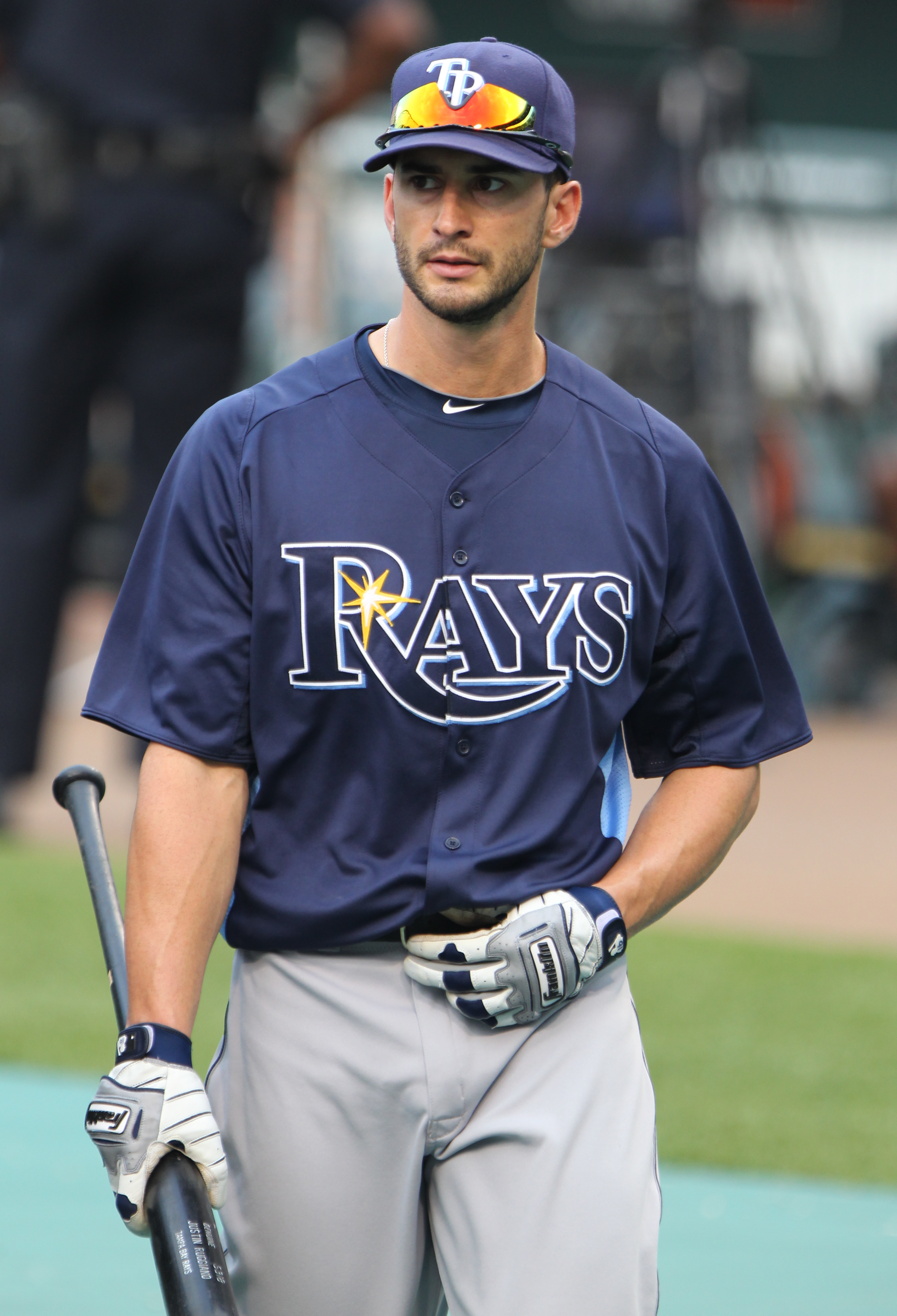
2011年6月10日

2006年7月19日に6月27日に行われたトレードの後日発表選手として、タンパベイ・デビルレイズへ移籍した。移籍後は傘下のAA級モンゴメリー・ビスケッツでプレーし、31試合に出場して打率.333・4本塁打・27打点・4盗塁の成績を残した。
2007年はAAA級ダーラム・ブルズで127試合に出場し、打率.309・20本塁打・73打点・26盗塁だった。7月にはインターナショナルリーグのオールスターゲームに選出された。9月にはTopps社が選出する8月度月間MVPに選ばれ、9月19日にデビルレイズとメジャー契約を結んだ。同日のロサンゼルス・エンゼルス・オブ・アナハイム戦でメジャーデビュー。9回に代走として出場した。この年は7試合に出場し、打率.214・3打点だった。オフの10月にはベースボール・アメリカ誌のAAA級オールスターチームに選ばれた。
2008年は開幕をAAA級ダーラムで迎えたが、4月9日にクリフ・フロイドが故障者リスト入りしたため、メジャーへ昇格。外野のバックアップとして5試合に出場していたが、4月25日にマット・ガーザが故障者リストから復帰したため、AAA級ダーラムへ降格した。5月2日にゲーリー・グローバーが故障者リスト入りしたため、メジャーへ昇格。同日のボストン・レッドソックス戦で代打として出場したが、2打数無安打と結果を残せず、5月3日にAAA級ダーラムへ降格した。6月4日にカルロス・ペーニャが故障者リスト入りしたため、メジャーへ昇格。昇格後は9試合に出場したが、6月24日にAAA級ダーラムへ降格。8月11日にエバン・ロンゴリアが故障者リスト入りしたため再昇格した。この年は主に外野のバックアップとして45試合に出場して打率.197・2本塁打・7打点・2盗塁の成績を残した。
2009年2月25日にレイズと1年契約に合意。3月25日にAAA級ダーラムへ異動した。この年のレイズの外野手にはカール・クロフォード、B.J.アップトン、ゲイブ・グロスがレギュラーを確保しており、バックアップにはゲーブ・キャプラーが控えているなど昇格できる枠がなく、1年を通してAAA級ダーラムでプレーした。AAA級ダーラムでは123試合に出場して打率.253・15本塁打・72打点・23盗塁の成績を残した。
2010年3月3日にレイズと1年契約に合意。3月24日にAAA級ダーラムへ配属され、開幕を迎えた。6月12日にキャプラーが故障者リスト入りしたためメジャーへ昇格。しかし出場機会のないまま、6月16日にAAA級ダーラムへ降格した。結局この年もメジャーでプレーすることができず、AAA級ダーラムでプレー。117試合に出場して打率.287・15本塁打・70打点・24盗塁の成績を残した。
2011年2月8日にDFAとなり、2月11日にAAA級ダーラムへ降格した。開幕後はAAA級ダーラムでプレーし、37試合に出場して打率.308・6本塁打・30打点・11盗塁と活躍。5月20日にレイズとメジャー契約を結んだ。同日のフロリダ・マーリンズ戦で3年ぶりのメジャー出場を果たした。昇格後は外野のバックアップとして起用されたが、8月10日に左膝の故障で15日間の故障者リスト入りした。9月1日に復帰したが、主に守備固めとしての起用となり、プレーオフのロースター入りを逃した。この年は46試合に出場して打率.248・4本塁打・13打点・1盗塁の成績を残した。
2012年1月24日にDFAとなり、1月30日に「タンパベイは素晴らしい組織だが、自分にとって十分な出場機会があるとは思えない」としてマイナー契約を拒否し、FAとなった。

### アストロズ傘下時代
2012年2月6日にヒューストン・アストロズとマイナー契約を結んだ。開幕後はAAA級オクラホマシティ・レッドホークスでプレーし、39試合に出場して打率.325・5本塁打・29打点・5盗塁の成績を残した。

### マーリンズ時代

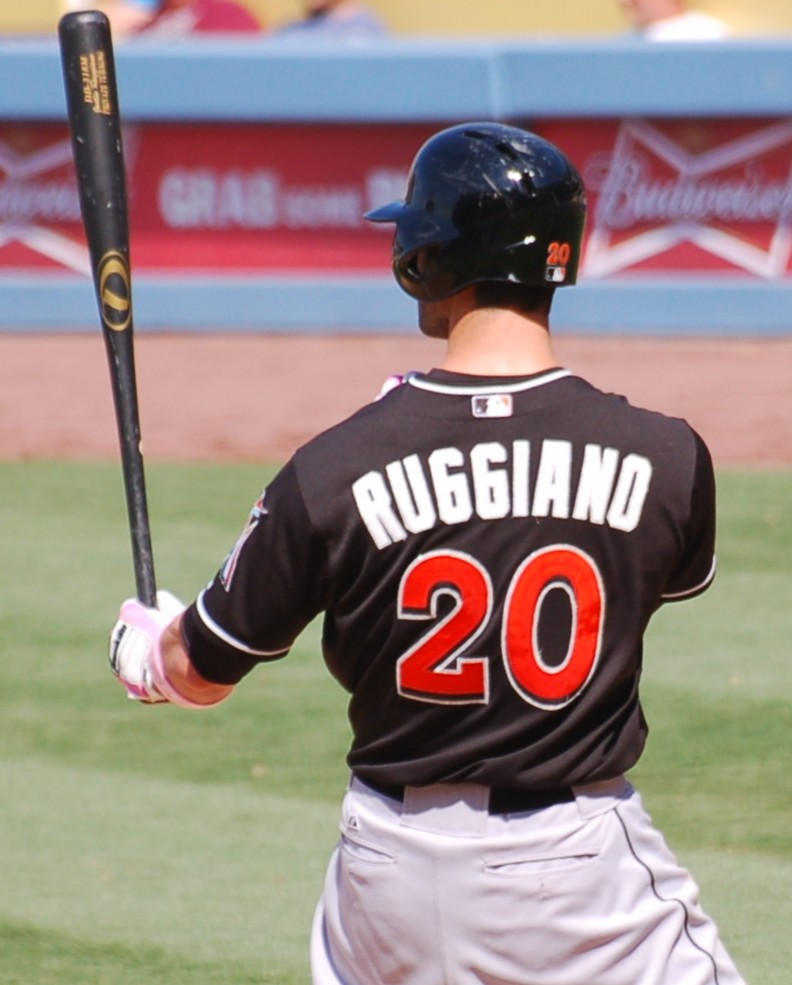
2013年5月12日

2012年5月26日にジョブデュアン・モラレスとのトレードで、マイアミ・マーリンズへ移籍した。移籍後は主に代打として出場していたが、ジャンカルロ・スタントンやエミリオ・ボニファシオら外野手の故障が相次いだため、外野の先発機会が増加。この年は91試合に出場して打率.313・13本塁打・36打点・14盗塁の成績を残した。
2013年は主に中堅手としてメジャーに定着。128試合に出場して打率.222・18本塁打・50打点・15盗塁の成績を残した。

### カブス時代
2013年12月12日にブライアン・ボグセビックとのトレードで、シカゴ・カブスへ移籍した。
2014年1月29日にカブスと200万ドルの1年契約で合意した。開幕後は外野の定位置を獲得できず、バックアップとして起用されていたが、4月24日に左ハムストリングの故障で15日間の故障者リスト入りした。5月26日に復帰。復帰後も定位置を奪取できないまま、8月27日に左足首の故障で15日間の故障者リスト入りし、9月2日に60日間の故障者リストへ異動。そのままシーズンを終えた。この年は81試合に出場して打率.281・6本塁打・28打点・2盗塁の成績を残した。オフの11月3日に故障者リストから外れた。

### マリナーズ時代

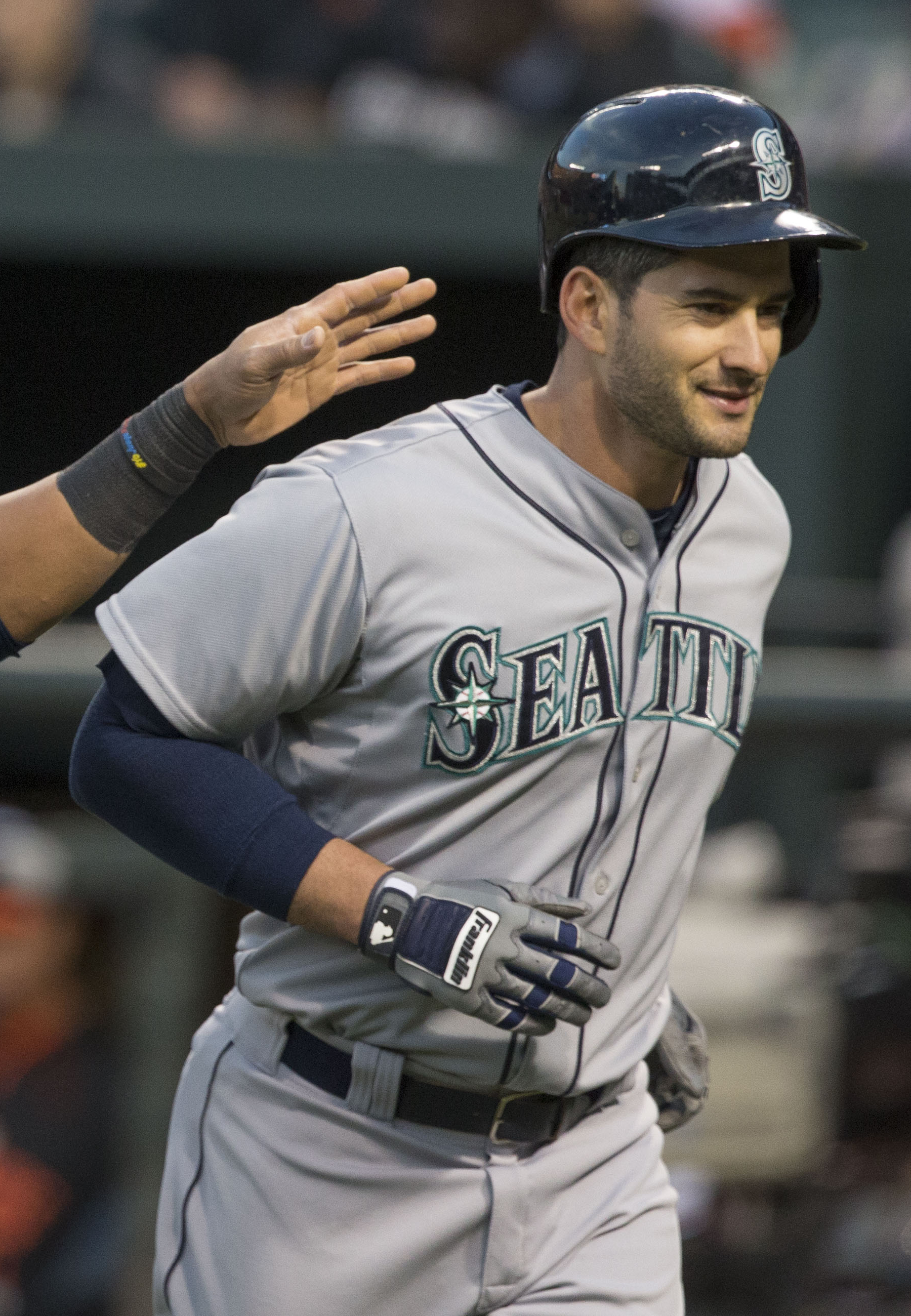
2015年5月20日

2014年12月17日にマット・ブラジスとのトレードで、シアトル・マリナーズへ移籍した。
2015年6月4日にDFAとなり、13日に傘下のAAA級タコマ・レイニアーズへ配属された。

### ドジャース時代
2015年8月31日に後日発表選手とのトレードで、ドジャースへ移籍し、翌9月1日にメジャー契約となり40人枠入り。11月5日に40人枠から外れ、AAA級オクラホマシティ・ドジャースに降格した。翌6日にFAとなった。

### レンジャーズ時代
2015年12月17日にテキサス・レンジャーズと1年契約を結んだ。
2016年はメジャーの開幕25人枠入りしたが、4月9日にDFAとなり、翌10日に傘下のAAA級ラウンドロック・エクスプレスへ配属された。7月28日に自由契約となった。レンジャーズでは1試合に出場しただけで、4打数1安打（二塁打）1打点を記録したのみだった。守備では左翼手を守り、無失策・DRS + 1を記録した。

### メッツ時代
2016年7月30日にニューヨーク・メッツと契約し、即日で25人枠入りした。8月2日にハムストリングを痛めて故障者リスト入りした。メッツでは8試合に出場し、打率.350・2本塁打・6打点・OPS1.059と打ちまくった。守備は中堅手6試合で1失策・守備率.938・DRS - 1を、ライト1試合（1.0イニング）で無失策・DRS0という内容だった。レンジャーズとの合算では、9試合で打率.333・2本塁打・7打点・OPS1.010という成績となる。また、守備は外野全ポジションで1失策・守備率.950・DRS0・UZR - 0.7だった。また、マイナーリーグ（レンジャーズ傘下時代と合算）では、47試合で打率.229・7本塁打・23打点・3盗塁・OPS0.745という低調な成績だった。オフの11月4日にFAとなった。

### ジャイアンツ時代
2017年1月3日にサンフランシスコ・ジャイアンツとマイナー契約を結び、スプリングトレーニングに招待選手として参加することになった。シーズンの開幕は傘下のAAA級サクラメント・リバーキャッツで迎え、5月6日にメジャー契約を結んでアクティブ・ロースター入りした。6月2日にDFAとなった後、4日にFAとなった。その後ウェイバーにかけられたが7月25日にジャイアンツとマイナー契約を結んだ。

## プレースタイル
マイナーでは例年安定した数字を刻んでいる、スピード・パワー・強肩を兼ね備えるアスリート。選球眼も比較的優れている。一方、コンタクトが拙く、三振が多すぎると言う明確な弱点があるので、MLBレベルではレギュラーとしては頼りないが、外野なら全てのポジションをスマートにこなせるだけの守備力と強肩を持ち合わせているので、「第四の外野手」としてなら生き残れる可能性はあると評されていた。

## 詳細情報

### 年度別打撃成績
| 年 度    | 球 団    | 試 合 | 打 席 | 打 数 | 得 点 | 安 打 | 二 塁 打 | 三 塁 打 | 本 塁 打 | 塁 打 | 打 点 | 盗 塁 | 盗 塁 死 | 犠 打 | 犠 飛 | 四 球 | 敬 遠 | 死 球 | 三 振 | 併 殺 打 | 打 率 | 出 塁 率 | 長 打 率 | O P S |
| -------- | -------- | ----- | ----- | ----- | ----- | ----- | -------- | -------- | -------- | ----- | ----- | ----- | -------- | ----- | ----- | ----- | ----- | ----- | ----- | -------- | ----- | -------- | -------- | ----- |
| 2007     | TB       | 7     | 15    | 14    | 2     | 3     | 0        | 0        | 0        | 3     | 3     | 0     | 0        | 0     | 0     | 1     | 0     | 0     | 5     | 0        | .214  | .267     | .214     | .481  |
| 2008     | TB       | 45    | 81    | 76    | 9     | 15    | 4        | 0        | 2        | 25    | 7     | 2     | 0        | 0     | 0     | 4     | 0     | 1     | 27    | 2        | .197  | .247     | .329     | .576  |
| 2011     | TB       | 46    | 111   | 105   | 11    | 26    | 4        | 0        | 4        | 42    | 13    | 1     | 1        | 1     | 1     | 4     | 0     | 0     | 26    | 2        | .248  | .273     | .400     | .673  |
| 2012     | MIA      | 91    | 320   | 288   | 38    | 90    | 23       | 1        | 13       | 154   | 36    | 14    | 8        | 1     | 1     | 29    | 0     | 0     | 84    | 6        | .313  | .374     | .535     | .909  |
| 2013     | MIA      | 128   | 472   | 424   | 49    | 94    | 18       | 1        | 18       | 168   | 50    | 15    | 8        | 1     | 0     | 41    | 1     | 5     | 114   | 9        | .222  | .298     | .396     | .694  |
| 2014     | CHC      | 81    | 250   | 224   | 29    | 63    | 13       | 1        | 6        | 96    | 28    | 2     | 4        | 1     | 4     | 18    | 0     | 3     | 70    | 2        | .281  | .337     | .429     | .766  |
| 2015     | SEA      | 36    | 81    | 70    | 8     | 15    | 4        | 0        | 2        | 25    | 3     | 3     | 2        | 0     | 0     | 11    | 0     | 0     | 27    | 0        | .214  | .321     | .357     | .678  |
| 2015     | LAD      | 21    | 60    | 55    | 12    | 16    | 4        | 1        | 4        | 34    | 12    | 2     | 0        | 0     | 0     | 3     | 0     | 2     | 14    | 1        | .291  | .350     | .618     | .968  |
| '15計    | LAD      | 57    | 141   | 125   | 20    | 31    | 8        | 1        | 6        | 59    | 15    | 5     | 2        | 0     | 0     | 14    | 0     | 2     | 41    | 1        | .248  | .333     | .472     | .805  |
| 2016     | TEX      | 1     | 4     | 4     | 0     | 1     | 1        | 0        | 0        | 2     | 1     | 0     | 0        | 0     | 0     | 0     | 0     | 0     | 1     | 0        | .250  | .250     | .500     | .750  |
| 2016     | NYM      | 8     | 22    | 20    | 4     | 7     | 0        | 0        | 2        | 13    | 6     | 0     | 1        | 0     | 0     | 2     | 0     | 0     | 9     | 1        | .350  | .409     | .650     | 1.059 |
| '16計    | NYM      | 9     | 26    | 24    | 4     | 8     | 1        | 0        | 2        | 15    | 7     | 0     | 1        | 0     | 0     | 2     | 0     | 0     | 10    | 1        | .333  | .385     | .625     | 1.010 |
| 2017     | SF       | 19    | 63    | 60    | 2     | 13    | 1        | 0        | 2        | 20    | 4     | 1     | 1        | 0     | 1     | 1     | 0     | 1     | 17    | 0        | .217  | .238     | .333     | .571  |
| MLB：9年 | MLB：9年 | 483   | 1479  | 1340  | 164   | 343   | 72       | 4        | 53       | 582   | 163   | 40    | 25       | 4     | 7     | 114   | 1     | 12    | 394   | 23       | .256  | .318     | .434     | .753  |

- 2017年度シーズン終了時

### 背番号
- 10（2007年 - 2008年途中）
- 24（2008年途中 - 同年終了）
- 16（2011年）
- 20（2012年 - 2014年）
- 12（2015年 - 同年途中）
- 27（2015年途中 - 同年終了）
- 25（2016年 - 同年途中）
- 1（2016年途中 - 同年終了）
- 39（2017年）